# شهناز اکملی
شهناز اکملی (زاده ۱ فروردین ۱۳۴۴ در تهران) فعال مدنی و مادر مصطفی کریم‌بیگی یکی از کشته شدگان در تظاهرات تاسوعا و عاشورای ۱۳۸۸ هواداران جنبش سبز در ایران است. وی در گروه مادران عزادار و مادران پارک لاله فعالیت داشته‌است. او در ساخت مستندی دربارهٔ قربانیان حوادث انتخابات سال ۱۳۸۸ با مسیح علی‌نژاد همکاری داشت.

## بازداشت و زندان
شهناز اکملی ۶ بهمن ۱۳۹۵ در تهران در محل کار خود توسط نیروهای امنیتی بازداشت شد. وی پس از تحمل ۲۴ روز بازداشت و بازجویی در بند ۲۰۹ وزارت اطلاعات واقع در زندان اوین، ۳۰ بهمن ماه ۱۳۹۶ با تودیع وثیقه از زندان آزاد شد. او در آبان ۱۳۹۶ توسط قاضی ماشالله احمدزاده در شعبه ۲۶ دادگاه انقلاب به یک سال حبس تعزیری محکوم شد. در نهایت اتهام «تبلیغ علیه نظام» از سوی دادگاه تجدیدنظر استان تهران تأیید شد و وی چهارشنبه ۲۵ دی ۱۳۹۸، خود را جهت تحمل محکومیت یک سال حبس تعزیری به زندان اوین معرفی کرد.

## دیدگاه

### پیمان دادخواهی
اسفند ۱۴۰۱، شهناز اکملی و ۸۲ تن دیگر از کنشگران عرصه دادخواهی، با امضای «پیمان دادخواهی» در راستای ساخت مبنایی برای «همبستگی» در پیشبرد «جنبش زن، زندگی، آزادی»، بر اصولی مانند نفی خشونت و برقراری عدالت و حقیقت، عهد بستند. این گروه، امضا کرده‌اند که برای فردای ایران به اصولی پایبندند که بخشی از تمامی کنوانسیون‌ها و میثاق‌های جهانی ناظر بر رعایت حقوق‌بشر است.
نرگس محمدی، حامد اسماعیلیون، آتش شاه‌کرمی، اکرم نقابی، پرستو فروهر، شیرین عبادی، مهرانگیز کار، شکوفه یداللهی، کیوان صمیمی، نسرین ستوده، ایرج مصداقی، رضا معینی و عفت ماهباز از دیگر امضاکنندگان این پیمان‌‌نامه هستند.

## واکنش‌ها
روز جمعه ۱۸ ژانویه ۲۰۲۰ عفو بین‌الملل از مقامات جمهوری اسلامی خواست حکم محکومیت شهناز اکملی لغو و او را فوراً و بدون قید و شرط آزاد کنند.